# バーバラ・クルーガー
バーバラ・クルーガー（Barbara Kruger、1945年1月26日 - ）は、アメリカのコンセプチュアル・アーティスト、コラージュ作家。彼女の作品のほとんどは、モノクロ写真に赤地に白色のフォント（FuturaまたはHelvetica）を使った宣言文を重ねて構成する。彼女の作品のフレーズには頻繁に、「あなた」、「あなたたち」、「私」、「私たち」、「彼ら」などの代名詞が含まれ、権力やアイデンティティ、セクシュアリティの文化的な構造に呼びかける。現在、ニューヨークとロサンゼルスを拠点にしている。

## 初期生活-キャリア
クルーガーは、ニュージャージー州のニューアークに 中下流階級の家庭に一人っ子として生まれた。父は化学技術者としてシェル石油に勤め、母は弁護士の秘書だった。 クルーガーは、ウィーカイック高等学校卒業後 、シラキュース大学に進学したが、父の死のために大学を一年で去り、1965年からニューヨークのパーソンズ美術大学で学業を続けた。その後の10年間、クルーガーは雑誌のグラフィックデザインをする一方、本のカバーデザインと同じようにフリーランスで画像編集をしながら、生計を立てた。クルーガーは、1960年代後半から詩に興味を持ち、ポエトリーリーディングや作詩を始めるようになる。クルーガーはパーソンズ美術大学で、ダイアン・アーバスとマービン・イスラエルと共に芸術とデザインを学ぶ。クルーガーはその翌年、ヘッドデザイナーを授与された。 彼女は当初、「マドモワゼル」のデザイナーとして働き、後に「ハウスアンドガーデン」、「アパーチャ」、その他の出版物の画像編集者としてアルバイトを始めた。彼女はまた、友人のイングリッド・シシーの提案で、「アートフォーラム誌」と「リアルライフマガジン」で、映画やテレビ、音楽のコラムを書いた。